# Pitcairnia maguirei
Pitcairnia maguirei är en gräsväxtart som beskrevs av Lyman Bradford Smith. Pitcairnia maguirei ingår i släktet Pitcairnia och familjen Bromeliaceae. Inga underarter finns listade i Catalogue of Life.